# Накіє Ельгюн
Накіє Ельгюн (тур. Nakiye Elgün; 1882, Румеліфенері, Османська імперія — 23 березня 1954, Стамбул, Туреччина) — турецька політична діячка і викладачка, одна з перших жінок-членів Великих національних зборів Туреччини, обрана на загальних виборах 1935 року. Представляла в ньому Ерзурум.
Ельгюн — одна з педагогів, які працювали над поширенням освіти серед дівчаток у кінці османського періоду і в перші роки існування Турецької Республіки. Вона приєдналася до османського жіночого руху і стала однією з перших жінок республіканської епохи, що отримали політичні права. 1930 року Ельгюн стала першою жінкою-членом Стамбульських муніципальних зборів.

## Життєпис
Ельгюн народилася 1882 року в Стамбулі. 1911 року, в епоху другої Конституції, влаштувалася на роботу в недавно відкриту Стамбульську школу Інасіо. Вона грала активну роль у суспільному житті, а також у галузі освіти. Ельгюн працювала в асоціації Тіл-і-Нісван, одній з перших османських жіночих організацій. Під час її роботи в школі Інасіо міністерство освіти попросило її підготувати проєкт, який став провідним при оновленні системи рівнів освіти. Також Ельгюн запропонувала, щоб учні займалися в класах білого кольору. Коли її проєкти міністерство освіти відхилило, 1914 року Ельгюн подала у відставку.
Протягом 1914—1917 років Ельгюн працювала в Міністерстві благочестя (Evkaf Nazırlığı); вона брала участь у відновленні та організації шкіл Фонду, створеного в Султанахметі. 1916 року на запрошення військового і цивільного адміністратора Сирії Ахмеда Джемаль-паші вона разом з Халіде Едіб Адивар очолила кампанію зі створення вчительських шкіл для дівчаток у Сирії, де викладала турецьку мову в Дамаску, Єрусалимі та Бейруті. Оскільки Міністерство освіти, на основі централізації всієї освіти взяло під свій контроль усі школи Фонду, Ельгюн вирішила, що їй немає що робити в офіційному шкільному секторі, і залишила посаду.
Пізніше вона прийняла пропозицію відновити стару школу, засновану в Беязиті 1915 року, яка занепала, коли Мустафа Сати-бей пішов з посади директора школи. Ельгюн відновила її 1917 року під назвою Февзійської середньої школи.
Під час Першої світової війни Ельгюн була доброволицею Червоного Півмісяця, а після неї виступала на різних зборах у Стамбулі як голова Асоціації вчителів у той період, виступаючи проти окупації Анатолії. 23 травня 1919 року вона була серед промовців на великому мітингу на площі Султанахмет. Саме в цей час, за деякими оцінками, Накіє Ельгюн перетворилася на політичну фігуру.
Під час Війни за незалежність Туреччини Ельгюн заснувала Товариство допомоги сім'ям мучеників. Вона також підтримувала національну військову кампанію, ховаючи деякі військові матеріали, які відправлялися в Анатолію через Бартин, на складах школи Фейзіє. Товариство допомоги сім'ям мучеників розпущено після закінчення війни. Накіє Ельгюн звільнилася зі своєї посади в школі Февзіє наприкінці 1928 року.
Після війни Ельгюн брала участь у відкритті стамбульського відділення Турецького авіаційного товариства, започаткованого в Анкарі, і була його президентом. Вона також брала участь у створенні стамбульського відділення Товариства економіки та заощаджень, а потім працювала в стамбульському відділенні халкевлері. Тим часом 1929 року повернулася до освітньої діяльності і призначена директором Стамбульської середньої школи для дівчат. Однак коли 1930 року жінкам надали право обиратися в муніципальні та провінційні ради, Ельгюм залишила пост і приєдналася до Стамбульської генеральної асамблеї як член від Бейоглу. Вона стала першою жінкою, обраною членом Постійної ради асамблеї. На виборах 1934 року її знову обрано в Стамбульську генеральну асамблею і Постійну раду.
5 грудня 1934 року, коли жінкам надали право голосувати і бути обраними, Ельгюн активно брала участь в урочистостях, організованих жінками. На виборах 8 лютого 1935 року її висунуто в парламент Республіканською народною партією і з 870 голосами обрано у Великі національні збори Туреччини як депутатку від Ерзурума на п'ятий термін.
24 березня 1935 року її обрано президентом Товариства захисту жінок на його четвертому засіданні. 25 травня 1935 року Ельгюн обрано членом Центральної виконавчої ради Турецької авіаційної асоціації, а 13 червня 1936 року — членом керівництва Головного управління служби у справах дітей. 1938 року вона прийняла на себе обов'язки голови Товариства Топкапи Фукарапервер і продовжувала виконувати цю роль до своєї смерті.
Накіє Ельгюн померла 23 березня 1954 року в Стамбулі. На честь неї названо проспект у Османбеї.